# Taille (belasting)
De taille was een Franse directe belasting op grondgebruik van de Derde Stand (burgers) in de 13e-14e eeuw, ingevoerd door de Franse koning. De taille is tot aan de Franse Revolutie blijven bestaan.